# Радольский, Душан
Душан Радольский (словац. Dušan Radolský; 13 ноября 1950 года, Трнава, Чехословакия) — чехословацкий и словацкий футболист и тренер.

## Карьера
Воспитанник трнавского «Спартака». В течение двух сезонов выступал за эту команду, но уже в 25 лет был вынужден завершить свою карьеру. В качестве тренера Радольский работал со многими чешскими и словацкими командами. Наибольших успехов он добился во главе молодежной сборной Словакии. В 2000 году она заняла четвертое место на домашнем Чемпионате Европы среди молодежных команд. Благодаря этому результату словаки в первый и пока единственный раз отобрались на Летние Олимпийские игры. В Сиднее подопечные Радольского не смогли преодолеть групповой этап: она проиграла Бразилии (1:3), Японии (1:2) и лишь в последнем матче одержала свою единственную победу над ЮАР (2:1). В 1998 году специалист некоторое время руководил основной сборной Словакии.
Душан Радольский также успешно трудился с польскими командами. Наибольших успехов он добился с «Гроцлином». Под его предводительством он успешно выступал в Кубке УЕФА, а в 2005 году завоевал Кубок Польши. В 2018 году тренер в качестве аналитика вошел в штаб молодежной сборной Словакии.

## Достижения

### Футболиста
- Обладатель Кубка Чехословакии (1): 1974/75.

### Тренера
- Обладатель Кубка Польши (1): 2004/05.
- Финалист Кубка Словакии (1): 2002/03.